# Dolenci
Dolenci (Hongaars: Dolány) is een plaats in Slovenië en maakt deel uit van de gemeente Šalovci in de NUTS-3-regio Pomurska. De plaats telde 166 inwoners op 1 januari 2020.